# Argumentum ad antiquitatem
Argumentum ad antiquitatem (укр. звернення до традиції, звернення до стариності) — логічна хиба, в якій істинність положень обґрунтовується їхньою схожістю до традицій. Аргумент зводиться до «це правильно, тому що ми завжди так робили».
Звернення до традицій робить два припущення, які не обов'язково істинні:
- Старий метод мислення був правильним з моменту впровадження, іншими словами, оскільки він був найбільш поширеним, то має бути обов'язково правильним.

- Насправді це може бути помилково — традиція може повністю ґрунтуватись на некоректних засадах.

- Минулі обставини для традиції є дійсними й до сьогодні.

- Насправді обставини змінились, що робить припущення не обов'язково істинним.

Протилежно цій логічній хибі існує argumentum ad novitatem, де правильність оправдовується новизною.